# 黒田美代子
黒田 美代子（くろだ みよこ、1934年-2011年）は、日本のイスラーム文化研究者。

## 来歴
専攻は中東現代史、イスラーム文化・社会論。東京生まれ。旧制は倉井。1956年慶應義塾大学文学部仏文学科卒業。1968年在カイロ、アズハル特別研究科修了。駒沢女子大学人文学部国際文化学科助教授、教授。2005年定年。夫は大学の同期の黒田壽郎で、卒業後結婚した。
カイロ、テヘラン、ダマスカスなど各地に滞在する。私的関係法を中心とするイスラーム法、イスラーム経済について研究。1967年の六日戦争の直後にアレッポのスークを訪問し、のちにアレッポ大学の協力を得て現地調査を行なう。スークの歴史、構成、商人たちの調査を通して、スーク経済をテーマとした『商人たちの共和国』を著した。スークの構成については、恵崎政裕による中庭式住宅の研究や、ロベルト・ベラルディによる中東イスラーム世界の都市論を援用している。

## 著書
- 『商人たちの共和国 世界最古のスーク、アレッポ』藤原書店、1995年

### 翻訳
- C.ベトレーム『社会主義移行の経済理論』野口祐監訳 亜紀書房 1975
- ムハンマド・ハミードッ=ラー『イスラーム概論』イスラミック・センター・ジャパン、1980年 書肆心水 2005
- チュニジア共和国『チュニジア私的関係法』　国際大学中東研究所、1990年。

## 論文
- 黒田美代子